# Ministerium für Umwelt, Klima und Biodiversität Luxemburg

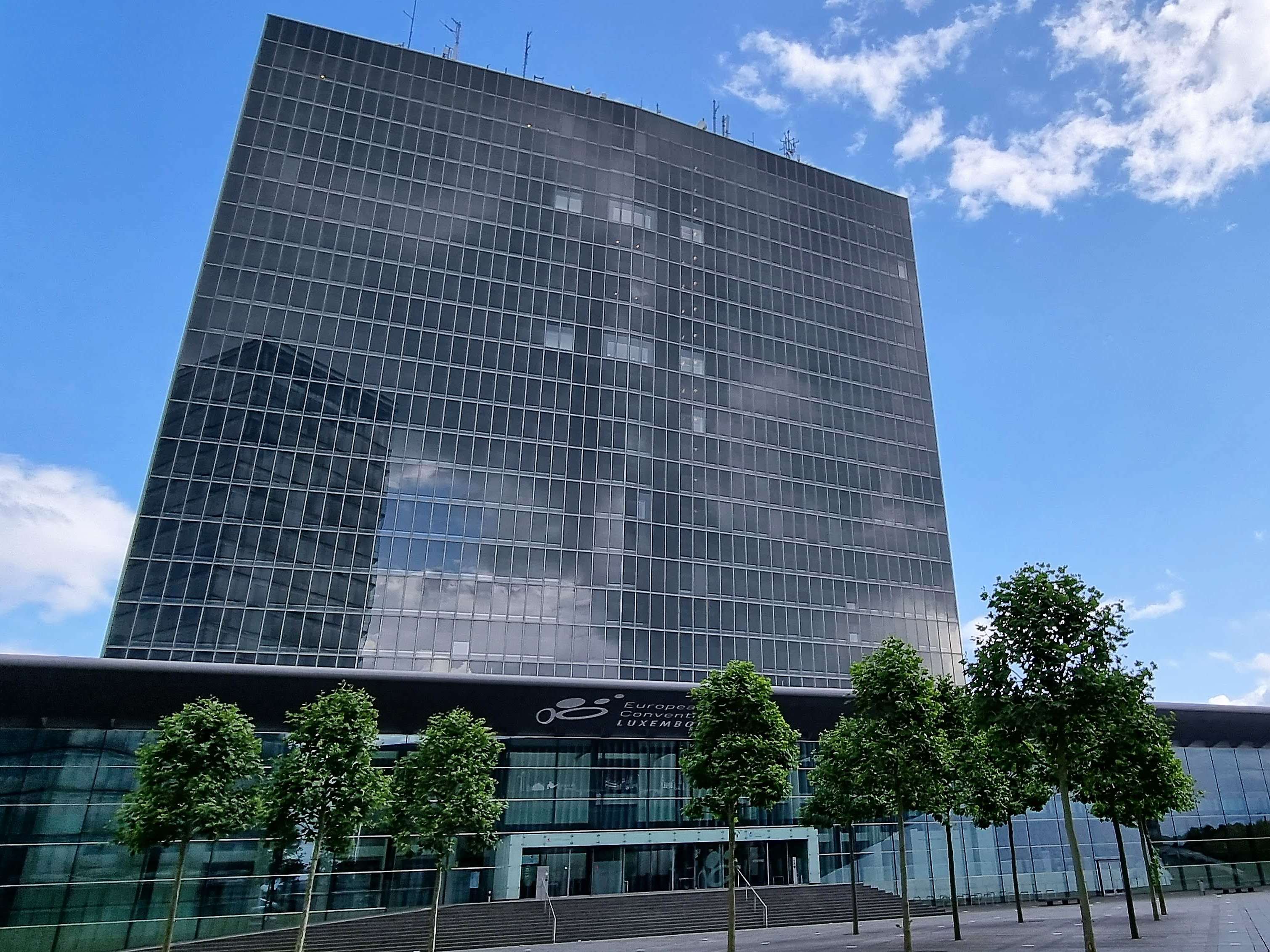
Sitz des Ministeriums

Das Ministerium für Umwelt, Klima und Biodiversität (Ministère de l'Environnement, du Climat et de la Biodiversité; kurz: Umweltministerium) ist Kompetenzträger für die politische Umsetzung nachhaltiger Entwicklung; es legt adäquate Maßnahmen zum Schutz der Natur und des Klimas fest.

## Kompetenzen
Kompetenzen des Umweltministeriums sind wie der Zuschnitt aller Ministerien in Luxemburg gemäß goßherzoglichem Beschluss vom 28. Mai 2019 definiert.
Dazu gehören unter anderem:
- die Umweltverwaltung,
- die Naturverwaltung,
- die Wasserverwaltung.

## Liste der Umweltminister
| Minister           | Partei    | von                | bis                |
| ------------------ | --------- | ------------------ | ------------------ |
| Émile Krieps       | DP        | 17. Juni 1974      | 16. September 1977 |
| Josy Barthel       | DP        | 16. September 1977 | 20. Juli 1979      |
| Josy Barthel       | DP        | 20. Juli 1979      | 20. Juli 1984      |
| Robert Krieps      | LSAP      | 20. Juli 1984      | 14. Juli 1989      |
| Alex Bodry         | LSAP      | 14. Juli 1989      | 13. Juli 1994      |
| Johny Lahure       | LSAP      | 13. Juli 1994      | 26. Januar 1995    |
| Johny Lahure       | LSAP      | 26. Januar 1995    | 30. Januar 1998    |
| Alex Bodry         | LSAP      | 30. Januar 1998    | 7. August 1999     |
| Charles Goerens    | DP        | 7. August 1999     | 31. Juli 2004      |
| Lucien Lux         | LSAP      | 31. Juli 2004      | 23. Juli 2009      |
| Claude Wiseler     | CSV       | 23. Juli 2009      | 4. Dezember 2013   |
| Carole Dieschbourg | déi Gréng | 4. Dezember 2013   | 22. April 2022     |
| Joëlle Welfring    | déi Gréng | 2. Mai 2022        | 17. November 2023  |
| Serge Wilmes       | CSV       | 17. November 2023  | heute              |

## Referenzen
1. ↑  LegiLux: Arrêté grand-ducal du 5 décembre 2018 portant énumération des Ministères. Abgerufen am 22. Oktober 2023 (französisch).